# 特里斯唐·瓦斯·特谢拉

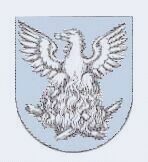
特里斯唐·瓦兹·泰谢拉的家族纹章

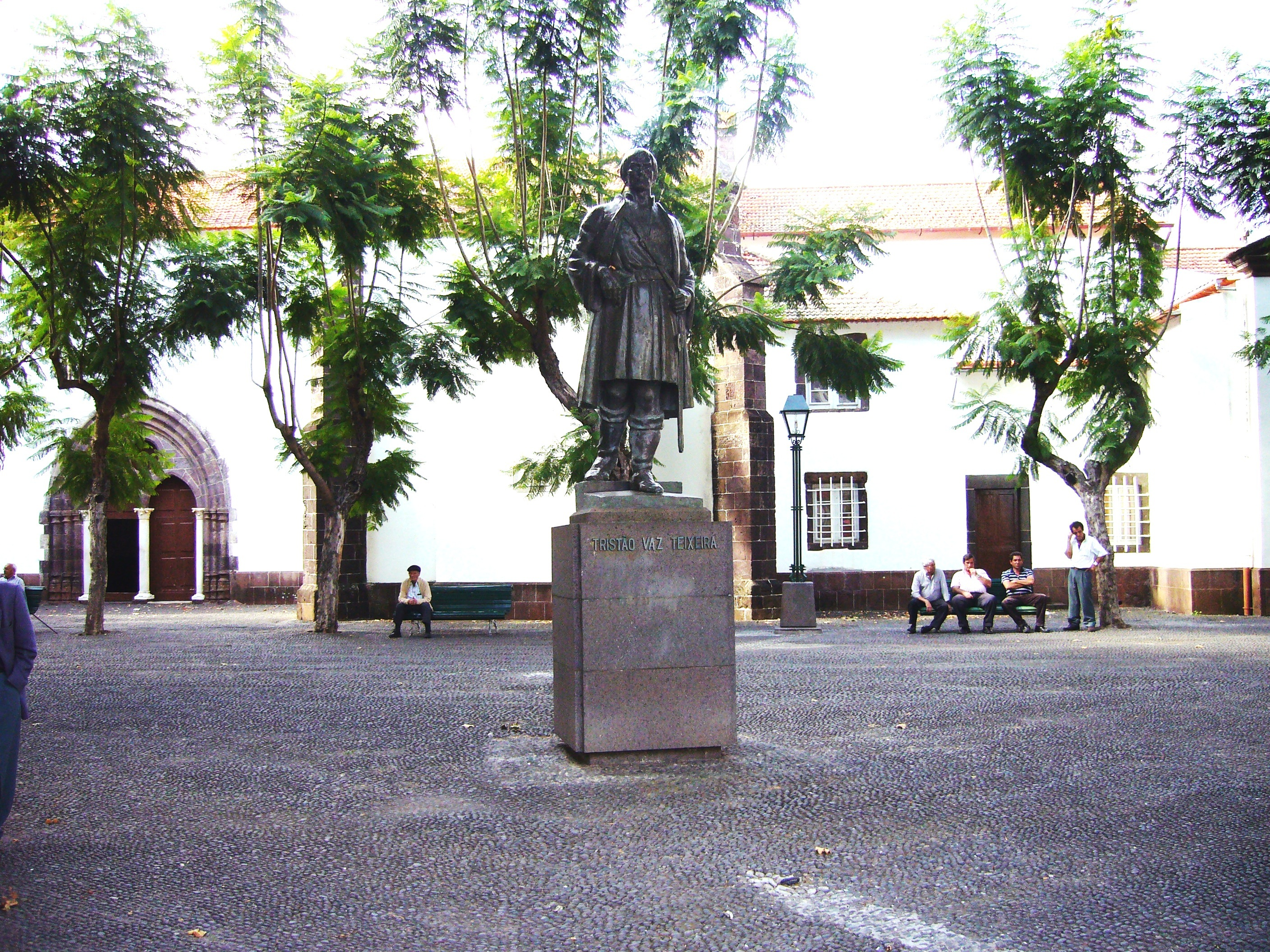
马希库的特里斯唐·瓦兹·泰谢拉雕像

特里斯唐·瓦斯·特谢拉（葡萄牙語：Tristão Vaz Teixeira，约1395年—1480年）是一位葡萄牙航海家和探险家。他是马德拉群岛的首批殖民者之一。
他早期是一位葡萄牙航海先驱恩里克王子宫廷内的一位贵族，并随同恩里克王子一起参加了围攻摩尔人据点休达和丹吉尔的战役。后来，航海家若昂·贡萨尔维斯·扎尔科发现了马德拉群岛，并受命在那里进行殖民。1425年，特里斯唐·瓦斯·特谢拉和若昂·贡萨尔维斯·扎尔科、巴托洛缪·佩雷斯特雷洛一起对马德拉群岛进行殖民，并受封马德拉岛的一半领地（即现在的马希库）作为自己的世袭领土，就任首任马希库总督。在担任马希库总督期间，他还曾数度从马德拉派出轻快帆船去考察西北非沿岸。1452年，他以滥用职权之罪被判在其领地追放，后被赦免。85岁高龄时在葡萄牙著名的航海城镇锡尔维什病逝。
他结婚前的姓名叫做特里斯唐·瓦斯，特谢拉这个姓取自他的妻子布兰卡·特谢拉（Branca Teixeira）。后来这个姓氏成为他的家族姓氏而流传下去。他的子孙众多，直到今天，马德拉群岛上仍有众多人口是特谢拉的后裔。